# Caroline Parot
Pour les articles homonymes, voir Parot.
Caroline Parot, née le 27 janvier 1972 à Aix-en-Provence, est une cheffe d'entreprise française, présidente du directoire d'Europcar depuis 2016.

## Biographie
Elle fait d'abord de l'audit, chez Arthur Andersen (à partir de 1994). Elle y a vécu les retombées de la dramatique affaire Enron.
En 2005, elle devient directrice financière de la division brevets de Technicolor, puis directrice financière de l'ensemble de l'entreprise. Elle doit gérer la procédure de sauvegarde du groupe en 2009.
En 2011, elle entre à Europcar dont elle est d'abord directrice financière. Elle participe à la préparation de l'introduction du groupe en bourse qui a lieu en juin 2015.  Elle devient présidente du directoire le 25 novembre 2016. En interne, elle réorganise la relation-client et accélère la transformation numérique de l'entreprise. Elle s'occupe du rachat de la société américaine Fox Rent A Car en 2018, et doit gérer la baisse d'activité à la suite du déclin des voyages dû au Covid-19 en 2020. 
Elle est aussi membre du conseil d'administration d'Ingenico depuis 2012.

## Distinctions
Elle est nommée chevalier de la Légion d'honneur en juillet 2019.